# Анаэробная инфекционная энтеротоксемия
Анаэробная инфекционная энтеротоксемия, или  анаэробная дизентерия, или анаэробная энтеротоксемия новорождённых — острая токсикоинфекционная болезнь сельскохозяйственных животных, развивающаяся в результате всасывания из желудочно-кишечного тракта токсинов бактерий Clostridium perfringens типа А, В, С, D; характеризуется диареей и высокой летальностью. Болеют ягнята, иногда телята и поросята, преимущественно в первые дни жизни.  Из лабораторных животных наиболее чувствительны морские свинки, белые мыши и молодые кошки, менее восприимчивы кролики и крысы.  Возникновению болезни способствуют неблагоприятные условия содержания и кормления. Заболевание, обусловленное типами В, С, D, предупреждают вакцинацией маточного поголовья (за 1 — 2 месяца до родов) поливалентным анатоксином против клостридиозов овец или обработкой молодняка в первые часы жизни бивалентной сывороткой против А. д. ягнят и инфекционной энтеротоксемии овец.

## Этиология
Возбудитель болезни — анаэробный микроб из семейства Clostridiaceae, рода клостридий Cl. perfringens типов Д и С, реже А. Образует споры.

## Течение и симптомы
Болезнь у овец протекает сверхостро, остро и хронически. Инкубационный период зависит от степени интоксикации и резистентности организма. При искусственном заражении он равен 2—6 ч. При остром течении болезни температура тела повышается до 41 °С, отмечаются угнетенное состояние, потеря и извращение аппетита, понос с прожилками крови и слизи. Походка шаткая, развивается парез конечностей. Животное долго стоит на месте, безучастно к окружающему. Появляются признаки поражения нервной системы. При движении вперед животное делает скачкообразные движения, падает, поднимается и снова падает, гребет конечностями или лежит в коматозном состоянии. Наблюдаются судорожные сокращения мышц, голова запрокидывается назад. Смерть наступает через 2-3 сут, иногда через 5-7 дней.

## Лечение
Ввиду того, что энтеротоксемия протекает сверхостро или остро, проводить лечение затруднительно. Рекомендуют применять препараты группы тетрациклина внутримышечно в течение 4-5 дней в дозе 2,5-5 мг на 1 кг массы животного.

## Профилактика и меры борьбы
Создают условия для нормального развития животных, организуют полноценное кормление, предупреждают и устраняют факторы, обусловливающие расстройство пищеварения у овец. Переболевание энтеротоксемией в естественных условиях вызывает иммунитет длительностью до года. Иммунитет типоспецифичен и развивается   прежде всего против основных токсинов. Павших животных сжигают вместе со шкурой. Нельзя доить и использовать молоко больных овец. Запрещают перемещение животных, убой и использование в пищу мяса больных овец, проведение стрижки, кастрации..